# Bléone
Bléone – rzeka we Francji, przepływająca przez teren departamentu Alpy Górnej Prowansji, o długości 67,5 km. Stanowi dopływ rzeki Durance.